# Randia laetevirens
Randia laetevirens är en måreväxtart som beskrevs av Paul Carpenter Standley. Randia laetevirens ingår i släktet Randia och familjen måreväxter. Inga underarter finns listade i Catalogue of Life.